# The Stray (Westworld)
"The Stray" (em português:  "O Disperso") é o terceiro episódio da primeira temporada da série de televisão de suspense e ficção científica Westworld da HBO. O episódio foi ao ar pela primeira vez no dia 16 de outubro de 2016.
O episódio foi bem recebido pela crítica especializada.

## Enredo
Quando um novo dia começa, William dirige-se para a cidade, quando ele se depara com um evento em que um criminoso fugitivo toma a Clementina como refém. Inicialmente hesitante, William intervém e consegue matar o fora da lei, mas é "baleado" no processo. Encorajado por seu sucesso e um beijo de agradecimento da Clementine, William decide sair em uma caçada em busca de recompensas.
Enquanto isso, Teddy chega na cidade e ajuda um visitante a buscar uma recompensa. Ele então se encontra com Dolores novamente. Dolores, que continua vendo flashes do Homem de Preto, pede a Teddy para ensiná-la a atirar. Enquanto Teddy ensina-lhe o básico, Dolores encontra-se incapaz de puxar o gatilho devido à sua programação base. Dolores então implora a Teddy para deixar a cidade com ela para sempre, mas Teddy, aderindo à sua programação, se recusa. Nos preparativos para o lançamento da sua nova narrativa, o Dr. Ford finalmente cria os detalhes da história de fundo oculta de Teddy. A nova narrativa de Teddy é perseguir seu antigo sargento do sindicato, Wyatt, que ficou louco e agora faz parte de um culto violento que aterroriza o campo. Com a intenção de servir justiça à Wyatt, Teddy junta-se a uma cavalaria com o xerife e alguns hóspedes para perseguir a gangue de Wyatt. No entanto, eles são pegos em uma emboscada, onde todos os hóspedes eventualmente fogem espantados enquanto o xerife e a maior parte do grupo são mortos, deixando Teddy para enfrentar a gangue sozinho. Suas balas aparentemente não têm efeito sobre os cultistas enquanto o atacam.
Na central de controle do parque, Theresa confronta Bernard e reclama do veto de Ford sobre a narrativa de Lee, bem como o fato de ter mudado unilateralmente as narrativas de múltiplos anfitriões, deixando o parque caótico. Ela também suspeita de como, mesmo que as falhas supostamente tenham sido corrigidas, a equipe de Bernard ainda estão fazendo exames nos anfitriões. Bernard então encontra-se com Elsie, que está inspecionando Rebus em busca de sinais de que ele poderia ter contraído uma falha de Walter. Ele mostra a Bernard suas descobertas de que, durante sua fúria, Walter matou apenas os anfitriões que o mataram em narrativas anteriores, como se estivesse cumprindo rancor. Elsie também mostra imagens de Walter para Bernard, onde ele está realizando uma conversa imaginária com um homem invisível chamado "Arnold". Intrigado, Bernard se encontra com Ford, que explica que Arnold foi um dos seus parceiros fundadores do parque que ajudaram a construir os anfitriões. No entanto, Arnold era um firme crente na criação de consciência artificial; uma crença que não foi compartilhada pelo resto das equipes. Ford também explica que Arnold morreu no parque devido ao que oficialmente é descrito como um acidente, mas não elaborado como um. Também é revelado durante a reunião e uma conversa com a esposa de Bernard que Bernard já havia perdido seu filho Charlie e ainda está emocionalmente traumatizado. Bernard confia confidencialmente seus sentimentos de perda a Dolores e até lhe dá uma cópia de "Alice no País das Maravilhas", que ele costumava ler para Charlie. Bernard então pergunta a Dolores se, caso tivesse escolha, ela escolheria questionar sua própria existência, ou ficara  salvo onde ela está agora. Dolores responde que quer ser "livre", o que surpreende Bernard. Interessado em ver como Dolores se desenvolve, Bernard permite que ela volte a sua rotina e não reporta o seu comportamento estranho.
Elsie é encarregado de rastrear um anfitrião "perdido" com Ashley. Ao inspecionarem uma tenda de escravos, acham que ele estava esculpindo constelações, mesmo que ele não esteja programado com tal comportamento ou conhecimento. Eles então seguem o caminho até um barranco, onde o encontram preso entre algumas rochas. Em vez de esperar até de manhã por uma equipe de recuperação, Ashley desce para remover a cabeça do vagabundo para que pudessem analisar seus dados. No entanto, o anfitrião preso desperta de seu modo de sono agressivamente e, de forma inesperada, destrói sua própria cabeça com uma grande rocha.
Dolores volta para casa e encontra seu pai assassinado por uma gangue de bandidos liderada por Rebus. Rebus arrasta Dolores até o celeiro para se aproximar dela, e Dolores começa a ter flashbacks do seu encontro no mesmo celeiro com o Homem de Preto. Mentalizando a figura do Homem de Preto na frente dela, Dolores rouba a arma de Rebus, supera sua programação e atira em Rebus até a morte. Ela sai do celeiro logo a tempo de ver sua mãe assassinada pelos bandidos e foge. Ela encontra William e Logan em acampados em uma fogueira antes de desmaiar nos braços de William.

## Produção
"The Stray" foi escrito por Daniel T. Thomsen e a co-criadora da série Lisa Joy.

### Filmagens

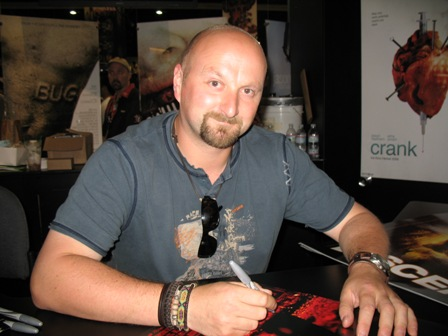
Neil Marshall dirigiu o episódio, o seu primeiro na série.

O episódio foi dirigido por Neil Marshall. Durante um momento do episódio, o personagem de Anthony Hopkins, Dr. Robert Ford, foi retratado em uma versão mais jovem de si mesmo. Para isso, Jay Worth, o supervisor de efeitos especiais, colaborou com o ILP, um estúdio de VFX sediado em Estocolmo. As referências para o efeito de rejuvenescimento foram retiradas da precoce carreira de ator de Hopkins, quando ele estava nos seus 30 a 40 anos de idade.
As cenas em que Elsie e Ashley rastreiam um anfitrião perdido que depois se autodestrói foram filmadas no Parque Corriganville, em Simi Valley, Califórnia.

### Música
Em uma entrevista, o compositor Ramin Djawadi falou sobre os anfitriões tocando piano no episódio invés dos humanos. Ele disse: "Tem uma dureza robótica, o que é muito distintivo. Quando um ser humano o toca, as dinâmicas são modificadas. Mas quando o pianista atinge uma nota, é sempre o mesmo." Djawadi argumentou por que o Dr. Ford manteria um anfitrião em seu escritório, dizendo: "Talvez para fazê-lo companhia! — E isso também mostra o controle dele. Este é o mundo dele. Ele criou tudo. Então, ele pode ter tantos anfitriões ao seu redor quanto ele quiser. Eu escolheria um humano, no entanto. Existe algo no desempenho humano no qual um robô nunca poderia se aproximar." O episódio apresentou uma parte da música clássica "Reverie L.68", do compositor francês Claude Debussy e "Peacherine Rag" pelo compositor e pianista Scott Joplin, que foram tocadas por um anfitrião pianista no episódio.

## Recepção

### Audiência
Em sua exibição original, "The Stray" foi assistido por 2.10 milhões de lares americanos, tornando-se o episódio mais assistido da série até o presente momento. O episódio também adquiriu uma pontuação de 0.9 no grupo demográfico de telespectadores na faixa de 18–49 anos de idade. No Reino Unido, o episódio foi visto por 1.21 milhões de telespectadores pela Sky Atlantic.

### Crítica
"The Stray" recebeu críticas positivas pelas análises em geral. O episódio atualmente tem uma classificação de 96% no Rotten Tomatoes com notas médias de 8.6 de 10, baseado em 25 críticas. O consenso do site diz que "The Stray promove a evolução dos personagens enquanto fornece histórias de fundo e progressões na trama."
Eric Goldman da IGN analisou o episódio de maneira positiva, dizendo: "O terceiro episódio de Westworld coloca um foco maior sobre as diferentes atitudes de Ford e Bernard à respeito dos anfitriões. Enquanto os sentimentos de amor e perda de Bernard por seu filho morto transferindo para Dolores não são sutis, eles fazem sentido, e Jeffrey Wright é, previsivelmente, perfeito para mostrar como ele cuida dela, mesmo ele sabendo que está indo para uma estrada na qual provavelmente não deveria." Ele avaliou o episódio com nota 8.2 de 10. Scott Tobias, escrevendo para o The New York Times, declarou em sua análise do episódio; "Os pequenos soluços na rotina de Dolores são lindamente tratados aqui. Até agora, vimos a cena onde ela encontra o gado errante na fazenda e diz que 'O pai não os deixaria vagar tão perto do escuro' várias vezes. Mas aqui, há uma ligeira pausa entre 'fechar' e 'para', porque Dolores é atingida por uma aguda sensação de déjà vu. Quando ela é afligida novamente em um confronto com os atacantes de seus pais, ela reconhece os loops bem o suficiente para evitar seu destino sombrio e foge para as colinas." Zack Handlen do The A.V. Club escreveu em sua análise: "The Stray' oferece algumas situações potencialmente intrigantes, mas essas situações não valem muito se não vier para nada, valendo a pena. Teremos que esperar e ver." Ele avaliou o episódio com B+.
Liz Shannon Miller da IndieWire, escreveu em sua crítica: "Os últimos 20 minutos de 'The Stray', no geral, são provavelmente os mais violentos e grotescos do show até agora — entre a batalha com os mocassins de Wyatt, o disperso golpeando seu próprio cérebro e Dolores atirando em Rebus já morto depois de uma tentativa de estupro. Mesmo para os mais intensos, ainda há algum valor de choque. Também há, francamente, mais arrasto do que [nos episódios anteriores] nas duas semanas anteriores, graças a algumas exposições que trouxe um novo nível de iluminação para o show, mas que não se movimenta tão vivamente quanto poderia." Ela avaliou o episódio com nota B. Erik Kain da Forbes também analisou o episódio, escrevendo: "Disse tudo, um episódio fantástico que aumentou o fator lunático e o mistério para novos ares. A HBO está fazendo algo muito grande aqui. Westworld é brilhante, misterioso e cativante."